# Аделаида Саксен-Мейнингенская (1891—1971)
Аделаида (Ади) Эрна Каролина Мария Елизавета Саксен-Мейнингенская (16 августа 1891, Кассель, Гессен — 25 апреля 1971, Ла-Тур-де-Пе) — принцесса Саксен-Мейнингенская, дочь принца Фридриха Саксен-Мейнингенского и его супруги, графини Аделаиды Липпе-Бистерфельдской. В замужестве стала принцессой Прусской.

## Семья
Отец Аделаиды — принц Фридрих, младший сын герцога Саксен-Мейнингена Георга II и его второй супруги Феодоры Гогенлоэ-Лангенбургской. У неё было пятеро братьев и сестер.
Мать Аделаиды, тоже Аделаида, была старшим ребёнком Эрнста, графа Липпе-Бистерфельдского, который был регентом княжества Липпе в течение семи лет (1897—1904).

## Брак
3 августа 1914 года, в начале Первой мировой войны, Аделаида вышла замуж за принца Альберта Прусского в Вильгельмсхафене. Он был младшим сыном кайзера Вильгельма II. Отец Аделаиды умер через месяц, 23 августа 1914 года. Менее чем через месяц после свадьбы принц Альберт, как сообщается, был убит в бою под Брюсселем. Это был только слух, и принц вернулся целым и невредимым. В марте 1915 года он был возведён в чин капитана военно-морского флота.
У Аделаиды родилось трое детей:
- Виктория Марина (1915), умерла в детстве.
- Виктория Марина (1917—1981), жила в Америке.
- Вильгельм Виктор (1919—1989), женился (20 июля 1944) на графини Марии-Антуанетте Ойос.

После отречения императора Вильгельма II от престола в 1918 году принцесса Аделаида, её муж и их дети пытались скорее покинуть Германию. Они были задержаны и некоторое время находились в Южной Баварии вместе с принцем Генрихом Баварским.
Принцесса Аделаида умерла 25 апреля 1971 года в Ла-Тур-де-Пеилз, Швейцария. Она пережила мужа на 23 года.

## Титулы
- 16 августа 1891 — 3 августа 1914: Её Высочество Принцесса Аделаида Саксен-Мейнингенская
- 3 августа 1914 — 25 апреля 1971: Её Высочество Принцесса Прусская